# Борятин (Шептицький район)
Боря́тин — село в Україні, у Червоноградській міській територіальній громаді Червоноградського району Львівської області. Населення становить 797 осіб.

## Географічна частина

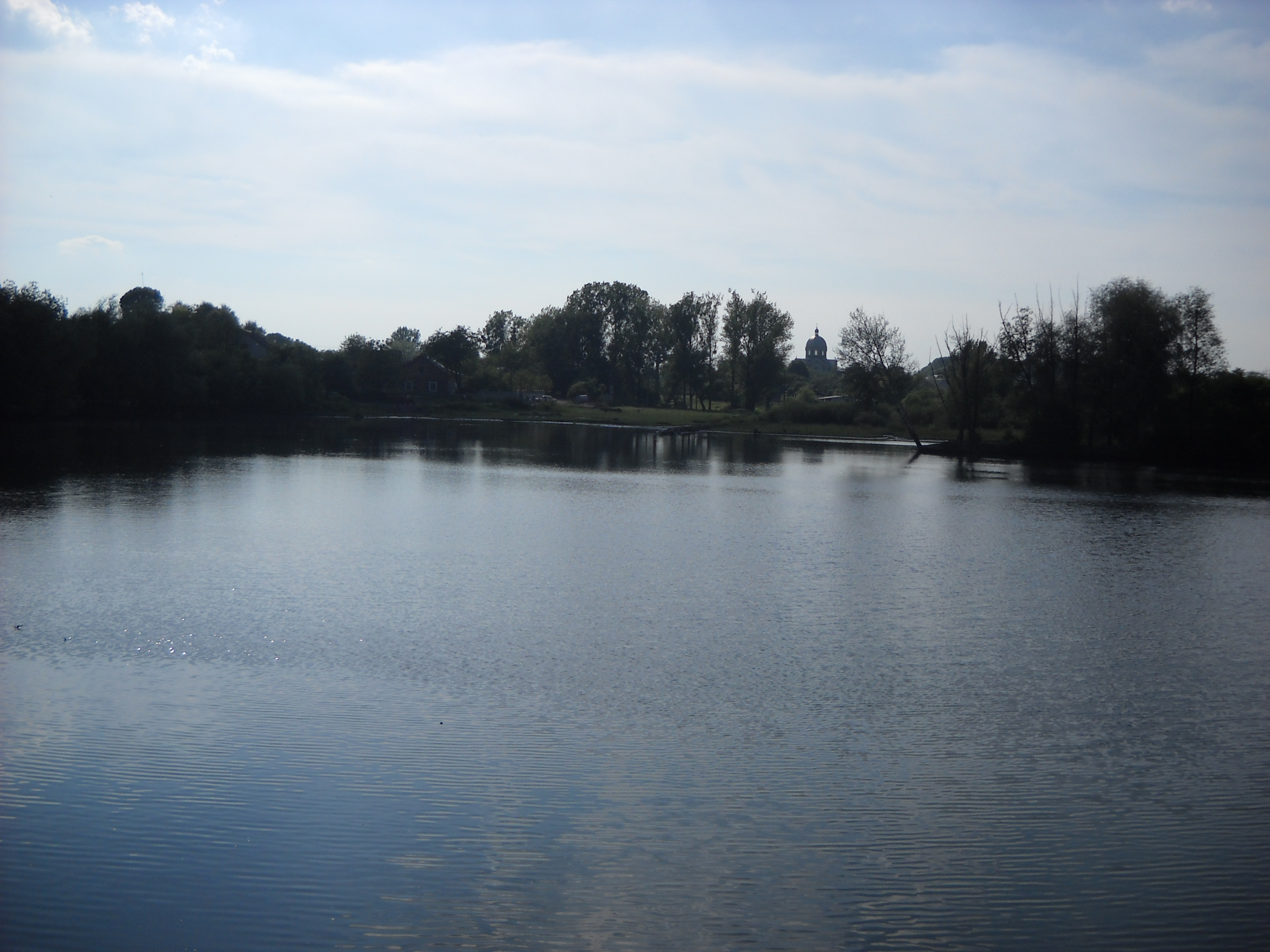
Ставок

Село розташоване за 9 км на південний захід від м. Сокаля, за 6 км на захід від м. Червонограда (Кристинополя) і за 16 км на північний схід (можна приблизно сказати на схід) від м. Белза, у південно-західній частині Волинського плато — на стику плато з Малим Поліссям (Верхньобузько-Стирською рівниною).

## Історія
На 01.01.1939 у Боратині проживало 1800 мешканців (1370 українців-грекокатоликів, 180 українців-римокатоликів, 10 поляків, 220 польських колоністів міжвоєнного періоду і 20 євреїв).

## Населення

### Мова
Розподіл населення за рідною мовою за даними перепису 2001 року:
| Мова       | Кількість | Відсоток |
| ---------- | --------- | -------- |
| українська | 794       | 99.62%   |
| російська  | 3         | 0.38%    |
| Усього     | 797       | 100%     |